# Nicola Logroscino
Nicola Bonifacio Logroscino (Bitonto, 22 d'octubre de 1698 - Palerm, 1764) fou un compositor italià, exponent de l'escola napolitana, on un dels seus professors fou Nicola Veneziano.

## Òperes
- Lo creduto infedele (opera buffa, llibret d'Antonio Palomba, Nàpols, 1735)
- Tanto ben che male (entre el 1735 i el 1738, Nàpols)
- Il vecchio marito (entre el 1735 i el 1738, Nàpols)
- Il Quinto Fabio (dramma per musica, llibret d'Antonio Salvi, 1738, Roma)
- Inganno per inganno (opera buffa, llibret de Gennaro Antonio Federico, 1738, Nàpols)
- La violante (opera buffa, llibret d'Antonio Palomba, 1741, Nàpols; rielaborazione de L'amor costante de Pietro Auletta)
- Amore ed amistade (opera buffa, 1742, Nàpols)
- La Lionora (opera buffa, llibret de Gennaro Antonio Federico, 1742, Nàpols)
- Adriano (dramma per musica, llibret de Pietro Metastasio, 1742)
- Il Riccardo (opera buffa, 1743, Nàpols)
- Festa teatrale per la nascita del Reale Infante (1a part) (festa musicale, 1743, Nàpols; 2a part composta da Gennaro Manna)
- Il Leandro (opera buffa, llibret d'Antonio Villani, 1743, Nàpols)
- Ciommettella correvata (opera buffa, llibret de Pietro Trinchera, 1744, Nàpols; reestrenada com Lo Cicisbeo, 1751, Nàpols)
- Li zite (opera buffa, llibret de Pietro Trinchera, 1745, Nàpols)
- Don Paduano (opera buffa, llibret de Pietro Trinchera, 1745, Nàpols)
- Il governatore (opera buffa, llibret de Domenico Canicà, 1747, Nàpols)
- La Costanza (opera buffa, llibret d'Antonio Palomba, 1747, Nàpols)
- Il Giunio Bruto (dramma per musica, llibret de Mariangela Passeri, 1748, Roma)
- La contessa di Belcolore (intermezzo, llibret de Niccolò Carulli, 1748, Florència)
- Li despiette d'ammore (1r i 2n acte) (opera buffa, llibret d'Antonio Palomba, 1748, Nàpols; 3r acte de Nicola Calandro)
- A finta frascatana (opera buffa, llibret de Gennaro Antonio Federico, 1751, Nàpols; reelaborada de L'amor vuol sofferenza de Leonardo Leo)
- Amore figlio del piacere (opera buffa, llibret d'Antonio Palomba, 1751, Nàpols; en col·laboració amb Giuseppe Ventura)
- Lo finto Perziano (opera buffa, llibret de Pietro Trinchera, 1752, Nàpols)
- La Griselda (opera buffa, llibret d'Antonio Palomba, 1752, Nàpols)
- La pastorella scaltra (intermezzo, 1753, Roma)
- L'Elmira generosa (opera buffa, llibret de Pietro Trinchera, 1753, Nàpols; en col·laboració amb Emanuele Barbella)
- L'Olimpiade (dramma per musica, llibret de Pietro Metastasio, 1753, Roma)
- Le chiajese cantarine (opera buffa, llibret de Pietro Trinchera, 1754, Nàpols; en col·laboració amb Domenico Fischietti; reelaborada com L'abate Collarone per Domenico Fischietti)
- La Rosmonda (opera buffa, llibret d'Antonio Palomba, 1755, Nàpols; en col·laboració amb Carlo Cecere i Tommaso Traetta)
- Le finte magie (opera buffa, 1756, Nàpols)
- I disturbi (opera buffa, 1756, Nàpols; en col·laboració amb Tommaso Traetta)
- La finta 'mbreana (opera buffa, llibret de G. Bisceglia, 1756, Nàpols; en col·laboració amb Pasquale Errichelli)
- La fante di buon gusto (opera buffa, llibret d'Antonio Palomba, 1758, Nàpols; reestranada com La furba burlata amb l'ajuda de Niccolò Piccinni i Giacomo Insanguine, 1760, Nàpols)
- Le nozze (3r acte) (pasticcio, llibret de Carlo Goldoni, 1760, Palerm; 1r i 2n acte de Baldassarre Galuppi)
- Il Natale di Achille (azione drammatica, llibret de Giovanni Baldanza, 1760, Palerm)
- Perseo (azione drammatica, llibret de Giovanni Baldanza, 1762, Palerm)
- L'innamorato balordo (opera buffa, llibret de De Nàpols, 1763, Nàpols; en col·laboració amb Giacomo Insanguine)
- Le viaggiatrici di bell'umore (opera buffa, llibret de De Nàpols, 1763, Nàpols; en col·laboració amb con Giacomo Insanguine)
- Il tempo dell'onore (componimento drammatico, llibret de Giovanni Baldanza, 1765, Palerm; en col·laboració amb Antonino Speraindeo)
- La gelosia (dramma giocoso, 1765, Venècia)